# Nona (mitología)

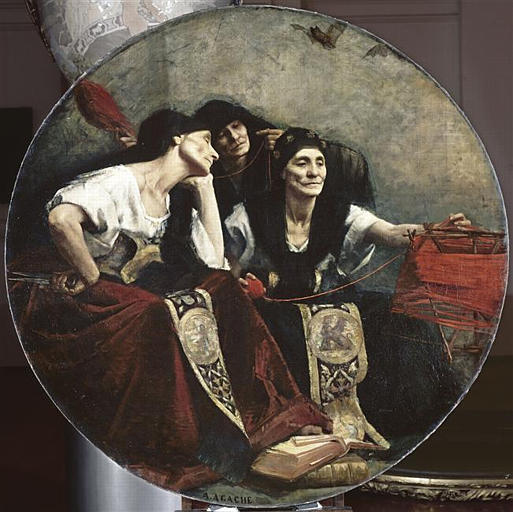
Las Parcas, de Alfred Agache, c. 1885.

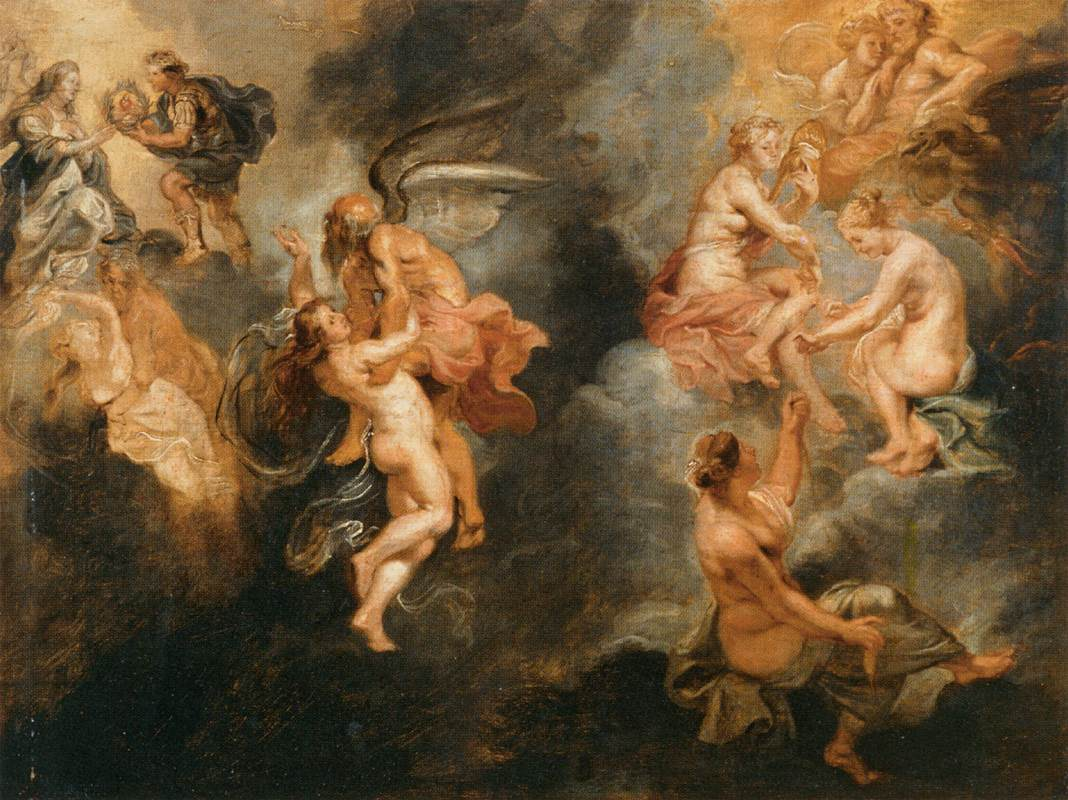
Las tres Parcas hilando el destino de María de Médicis, de Pedro Pablo Rubens (1622-1625).

Nona, en la mitología romana, era el nombre con el que Aulio Gelio interpreta el nombre de una de las Parcas (Moiras en la mitología griega y Nornas en la mitología germana).
Nona era la diosa del embarazo que presidía el nacimiento,  la más joven de las tres Parcas , personificaciones del destino de cada mortal e inmortal desde el nacimiento hasta su muerte, e incluso Júpiter las temía. 
Su equivalente en la mitología griega es Cloto. Como la primera de las tres Parcas, era quien hilaba los hilos de la vida con su rueca, decidiendo el momento del nacimiento de una persona. Se llamaba así por su significado del "noveno" mes de una mujer embarazada, cuando su hijo debía nacer.
Nona determinaba la esperanza de vida de una persona en el dies lustricus (día de la purificación), es decir, el día en que se elegía el nombre del niño, que se producía en el noveno día después de su nacimiento en el caso de un varón y en el octavo día para una mujer.
En su conjunto, Nona, junto a sus hermanas parcas, Décima y Morta controlaban el hilo metafórico de la vida.